# Железничка станица Черинг Крос
Железничка станица Черинг Крос (енгл. Charring Cross railway station) је једна од главних железничких станица и терминала у Лондону. Налази се у лондонској општини Вестминстер, ближе центру од свих других железничких станица у престоници Уједињеног Краљевства, а од осталих је издваја и чињеница да је повезана са другим терминалима - станицом Вотерлу и Лондон Бриџ. Име је добила по Черинг Кросу, дванаестом од Елеонориних споменика, и тргу који се данас званично сматра центром Лондона. Један крај станице гледа ка Стренду а други ка Хангерфордском мосту, кога прелазе сви возови који долазе или одлазе са станице.

## Историја
Прва станица на месту данашње изграђена је од стране некадашње британске железничке компаније Саут Истерн Рејлвејз. Грађена је по нацртима сер Џон Хокшоа и имала је веома специфичан кров од плетеног гвожђа који је се простирао једним потезом преко свих 6 перона тада веома скучене станице. Станица је отворена 11. јануара 1864. Годину дана касније, при станици је изграђен Черинг Крос хотел, у француском ренесансном стилу, што је станици дало нов и другачији изглед. Нешто касније, испред хотела и станице подигнута је реплика 12. Елеонориног споменика, мада раздаљине у Лондону никада нису мере на основу овог, већ на основу места првобитног споменика. 
Конструкција првобитног крова се срушила 1905. године, односећи само шест живота, захваљујући чињеници да се кров није урушио у време шпица и да се урушавао довољно споро да већина путника буде евакуисана. Уклањање и урушавање остатка конструкције био је велики подвиг, а комплексну структуру некадашњег крова заменила је компаративно једноставна конструкција.
Станица је оштећена у бомбардовањима Лондона током Другог светског рата као и хотел, чија је компликована мансарда захтевала темељну реконструкцију.
Свој данашњи изглед станица је добила изградњом масивног Имбенкмент центра изнад перона станице. Центар је грађен 90-их година прошлог века у постмодернистичком стилу и данас даје упечатљив изглед целом комплексу. Већи део овог центра користи се као канцеларијски простор.

## Черинг Крос данас
Черинг Крос је данас једна од прометнијих станица у Лондону, са око 28,822 милиона путника годишње. У употреби је 6 перона а станицу опслужују две железничке компаније: Саутистерн и Саутерн, док је сама станица у власништву Националних железница. Поласци су углавном према Кенту и Сарију, уз неколико приградских железничких линија.
Станица је добро умрежена са остатком транспортног система у Лондону. Две станице лондонског метроа, Черинг Крос и Имбенкмент, су у непосредној близини, што даје путницима могућност да преседну на Бејкерлу, Северну, Централну или Дистрикт линију.